# Ermita de Santa Catalina de los Molinos

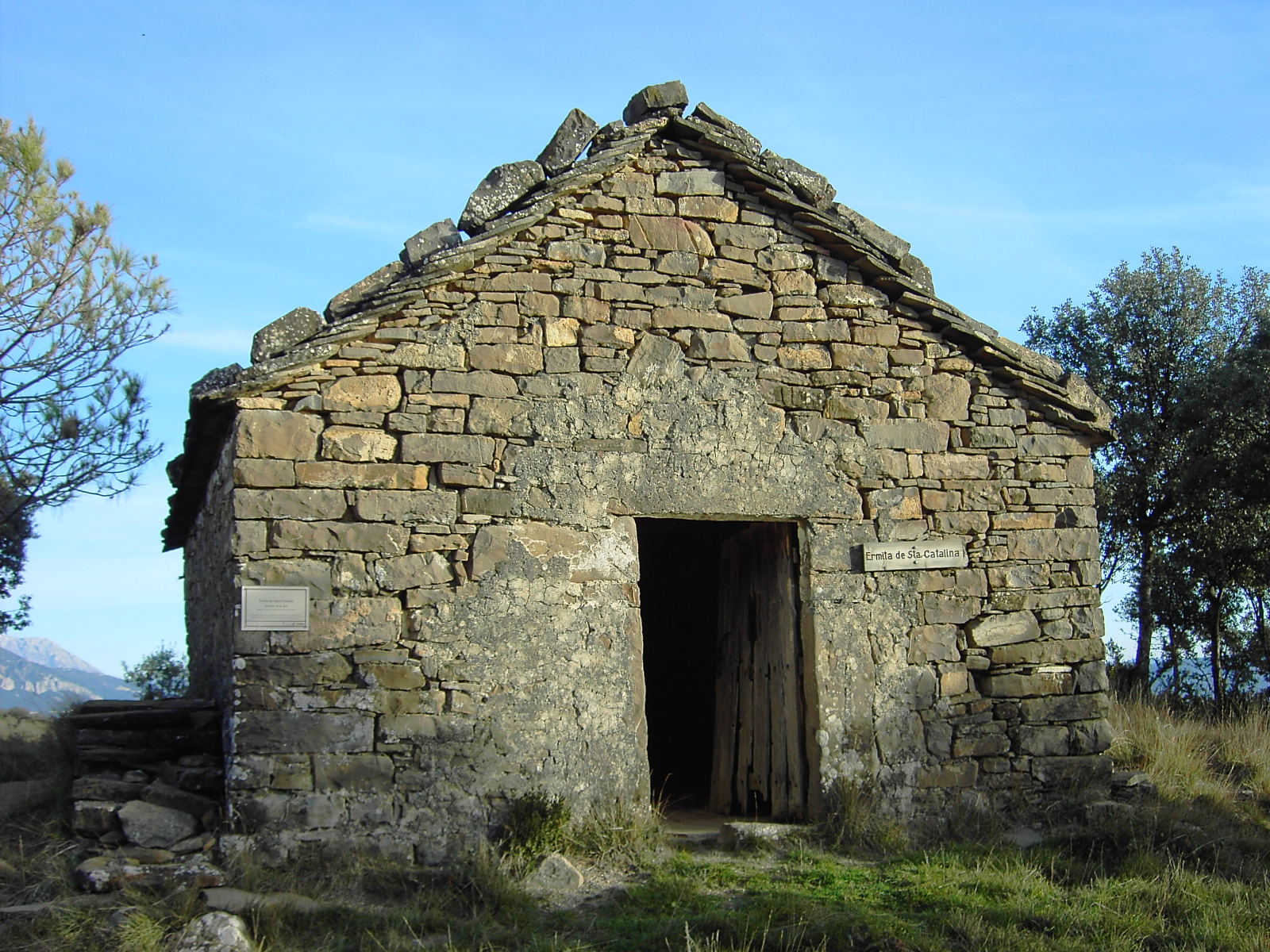
Ermita de Santa Catalina de los Molinos, Sobrarbe.

La ermita de Santa Catalina es una ermita católica consagrada a la advocación de Santa Catalina de Siena que se encuentra en la altura del tozal de Santa Catalina (o «cerro Afeitado»), la mayor altura de la sierra de Arro, en el antiguo término municipal de Los Molinos y actual término municipal de El Pueyo de Araguás, en la comarca del Sobrarbe (Huesca).
El templo se encuentra a 1047 m s. n. m., en la cima del tozal que controla la sierra de Arro. Es una iglesia simple, sin campanario y con una nave única con bóveda de cañón hecha de piedra sobre la que se apoya el tejado a dos aguas. Se  puede llegar por un camino de herradura que nace de la pista forestal del Soto hacia Torrelisa y que atraviesa la sierra de Arro por el «collado de Santa Catalina»  pocos metros por debajo de la ermita.

## Alrededores
La ermita se ubica en lo alto de una colina que recibe el nombre de «tozal de Santa Catalina». No obstante, por falta de cobertura arbórea durante el siglo XX se lo conoce en los pueblos de los alrededores como «el cerro Afeitado» o, simplemente  «El Afeitado».
Esto se debe a la intensa deforestación que  sufrieron las poblaciones vegetales nativas durante los siglos pasados en los que la madera era materia prima y combustible. Restos de carrascas rodean la ermita, cabe suponer que dejados ex profeso para que hicieran sombra en las romerías.
En la actualidad, se ha planteado reforestar la zona con pinos, pero una epidemia de procesionaria en el otoño de 2006  mató la mayoría de los árboles plantados.

## Tradición
La ermita de Santa Catalina tiene una tradición de romerías por parte de las aldeas que formaban parte del municipio de los Molinos. En la actualidad, aunque como en todas las manifestaciones de religiosidad popular a las romerías cada vez  va menos gente, todavía se conserva la costumbre para hacer romería el día 30 de abril (Santa Catalina).
En el término municipal de El Pueyo de Araguás,  van romeros de Los Molinos, Torrelisa, El Plano, La Muera y Oncins, las cinco poblaciones de Bajo Peñas. Cerca de la sierra de Arro no es costumbre participar en ningún pueblo, como tampoco en Araguás ni en San Lorenzo.

### Simbolismo
La ermita de Santa Catalina forma parte de un conjunto de tres ermitas simbólicas que tienen por característica común que se encuentran en la cima de un tozal o monte, estando dispuestas de forma que se pueda mantener el contacto visual entre ellas.
Las tres ermitas son Santa Engracia de Araguás, en lo alto del «monte de Araguás» o «monte de Santa Engracia», que es la altura más noroccidental de la sierra de Arro, la ermita de Santa Marina del Nabaín en la corona del monte Nabaín (en el valle del Ara) y la propia Santa Catalina.
El simbolismo se basa en una tradición local que creía que Santa Engracia, Santa Marina y Santa Catalina eran hermanas. Esta creencia parece ser infundada pues de acuerdo con la tradición ortodoxa católica las tres santas vivieron en siglos diferentes. No obstante, la misma tradición sobrarbense asegura que por el amor que se tenían Dios quiso que murieran juntas, siendo este el motivo de que las tres ermitas sean visibles las unas desde las otras. La relación de parentesco y la muerte conjunta recuerda mucho al mito de las Tres Serols (hermanas en aragonés), por lo que podría ser una versión refigurada de un mito local.